# 마흐나즈 아프샤르
마흐나즈 아프샤르(페르시아어: مهناز افشار, 영어: Mahnaz Afshar, 1977년 6월 11일 ~ )는 이란의 배우이다.

## 출연 작품
- 메트로폴 (2014)
- 스트레인저 (2014)
- 더 우든 브릿지 (2012)
- 쉬린(영어판) (2008)
- 더 보스 (2007)